# Criosfinge

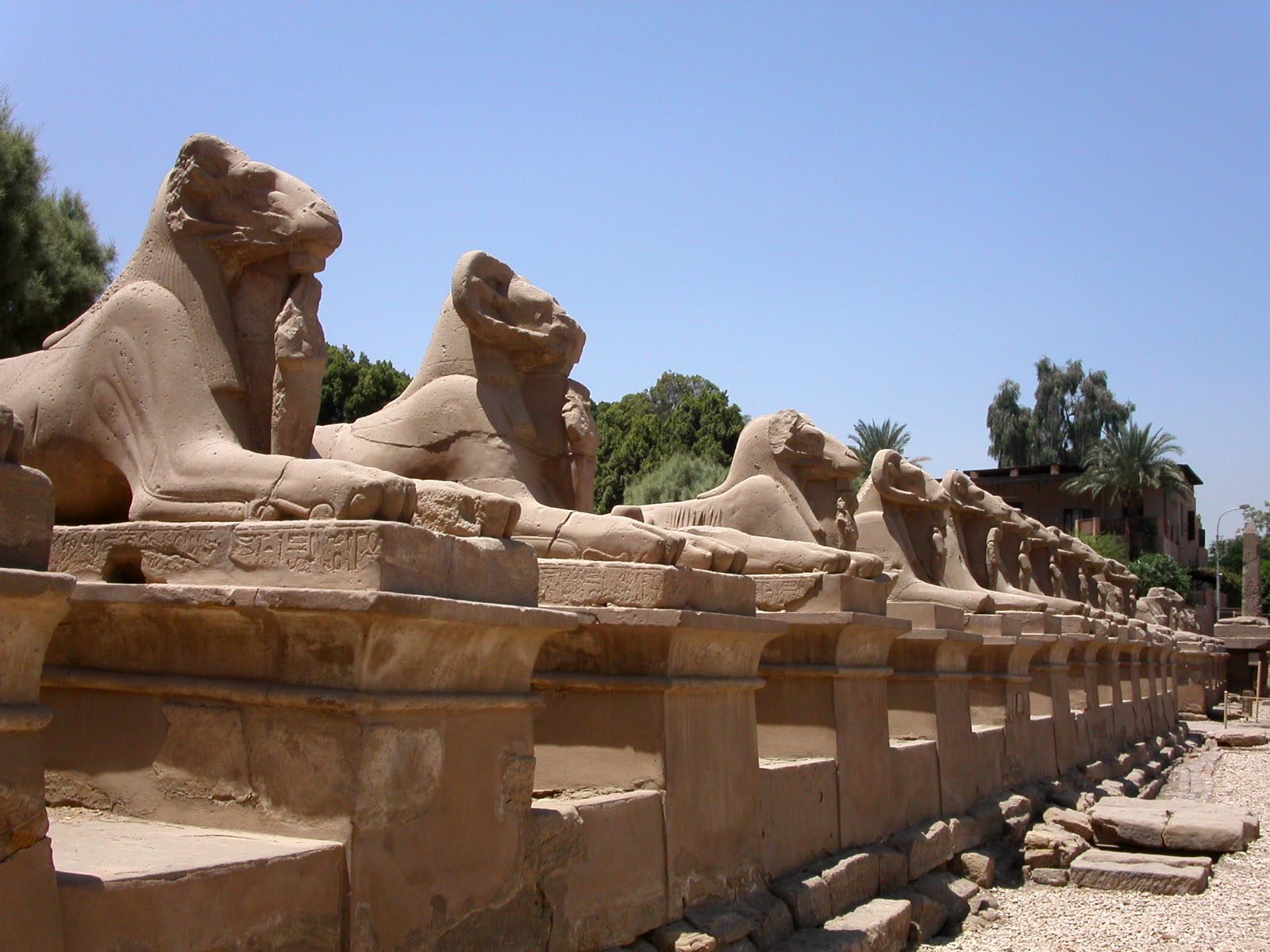
Fila di criosfingi davanti al tempio di Luxor

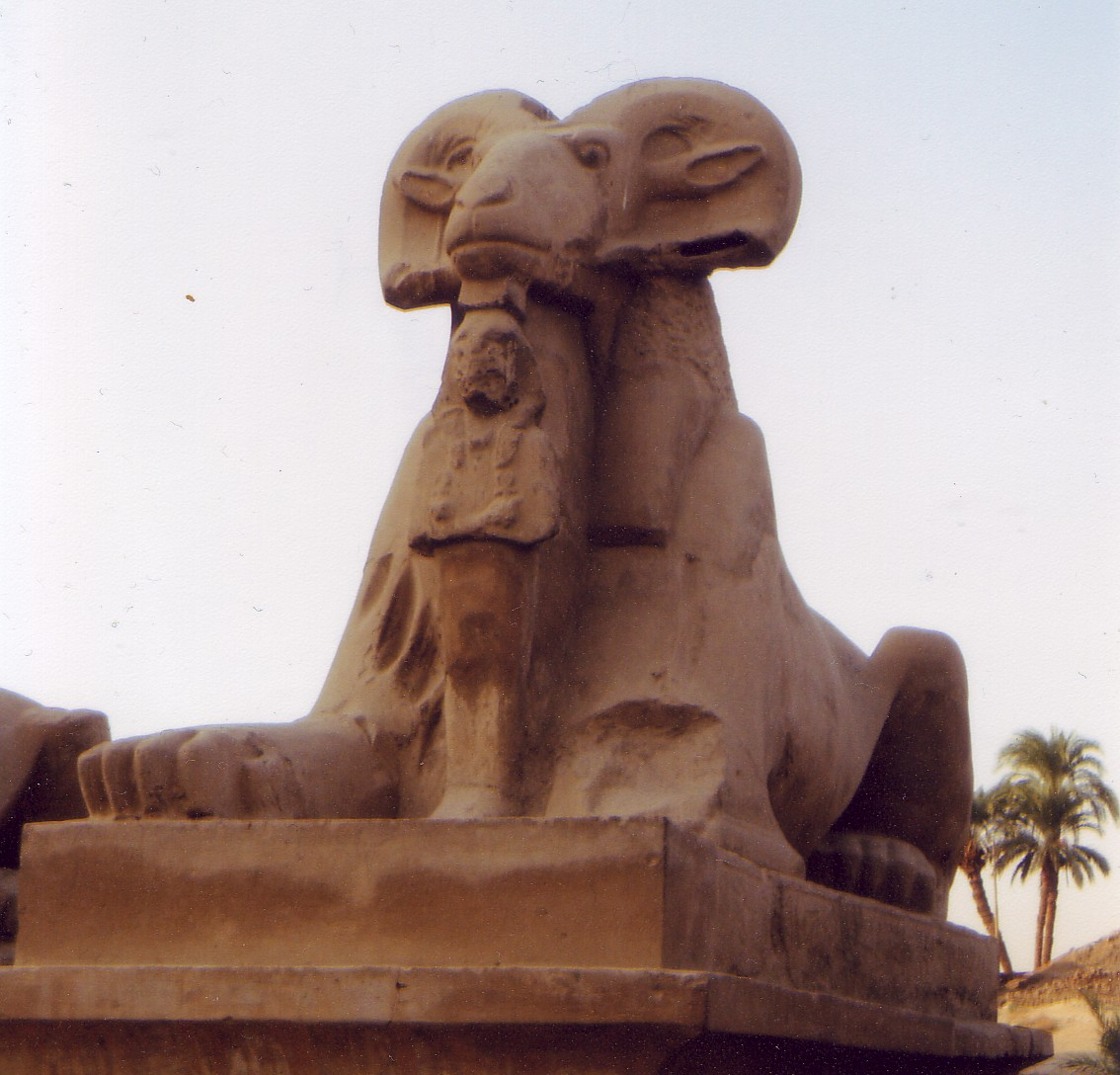
Una delle sfingi a testa d'ariete poste all'ingresso del Grande tempio di Amon

La criosfinge è un essere mitico molto presente nella scultura egizia. Si tratta di un leone con testa di ariete, talvolta portante un copricapo. Nell'Antico Egitto essa simboleggiava la possanza fisica e l'energia fecondatrice del dio Amon-Ra, in quanto riuniva la forza del leone e l'ardore delle capre.
Il nome "criosfinge" venne coniato da Erodoto dopo che questi ebbe visto le sfingi a testa di capra egiziane. 
Sono criosfingi le statue che si trovano in fila davanti al tempio di Luxor (l'antica Tebe), e nei dromos dei templi dedicati ad Amon presenti a Karnak e a Napata. 

## Curiosità
La figura della criosfinge è stata utilizzata per l'interno dell'album degli Iced Earth Something Wicked This Way Comes.
Androsfinge, Ieracosfinge e Criosfinge sono anche i nomi di tre carte di Yu-Gi-Oh! (rispettivamente EP1-002, TLM-012, TLM-013).